# Ratasjoki
Ratasjoki (Zweeds: Ratasoja) is een rivier annex beek die stroomt in de Finse gemeente Pello in de regio Lapland. De rivier voedt en ontwatert het Ratasjärvi.Ze stroomt ten zuiden van Juoksenki de Torne in. Ze is 19340 meter lang, aldus de Zweedse instantie voor waterhuishouding SMHI. De beek hoort tot het stroomgebied van de Torne. De rivier heeft twee stromen naar de Torne, de Ylinen Ratasjoki en de Alainen Ratasjoki, respectievelijk de noordelijke en zuidelijke Ratasjoki.
Joki (F) kan zowel rivier als beek betekenen; oja (Z) betekent beek.
Afwatering: Ratasjoki →  Torne → Botnische Golf